# Laetesia nornalupiensis
Laetesia nornalupiensis är en spindelart som beskrevs av Jörg Wunderlich 1976. Laetesia nornalupiensis ingår i släktet Laetesia och familjen täckvävarspindlar.
Artens utbredningsområde är Western Australia. Inga underarter finns listade i Catalogue of Life.